# (6549) Skryabin
(6549) Skryabin est un astéroïde de la ceinture principale.

## Description
(6549) Skryabin est un astéroïde de la ceinture principale. Il fut découvert le 13 août 1988 à l'Observatoire de Haute-Provence par Eric Walter Elst. Il présente une orbite caractérisée par un demi-grand axe de 2,35 UA, une excentricité de 0,13 et une inclinaison de 7,1° par rapport à l'écliptique.
Cet astéroïde est nommé en l'honneur du compositeur russe Alexandre Scriabine (1872-1915).

## Compléments